# ذراع آلية

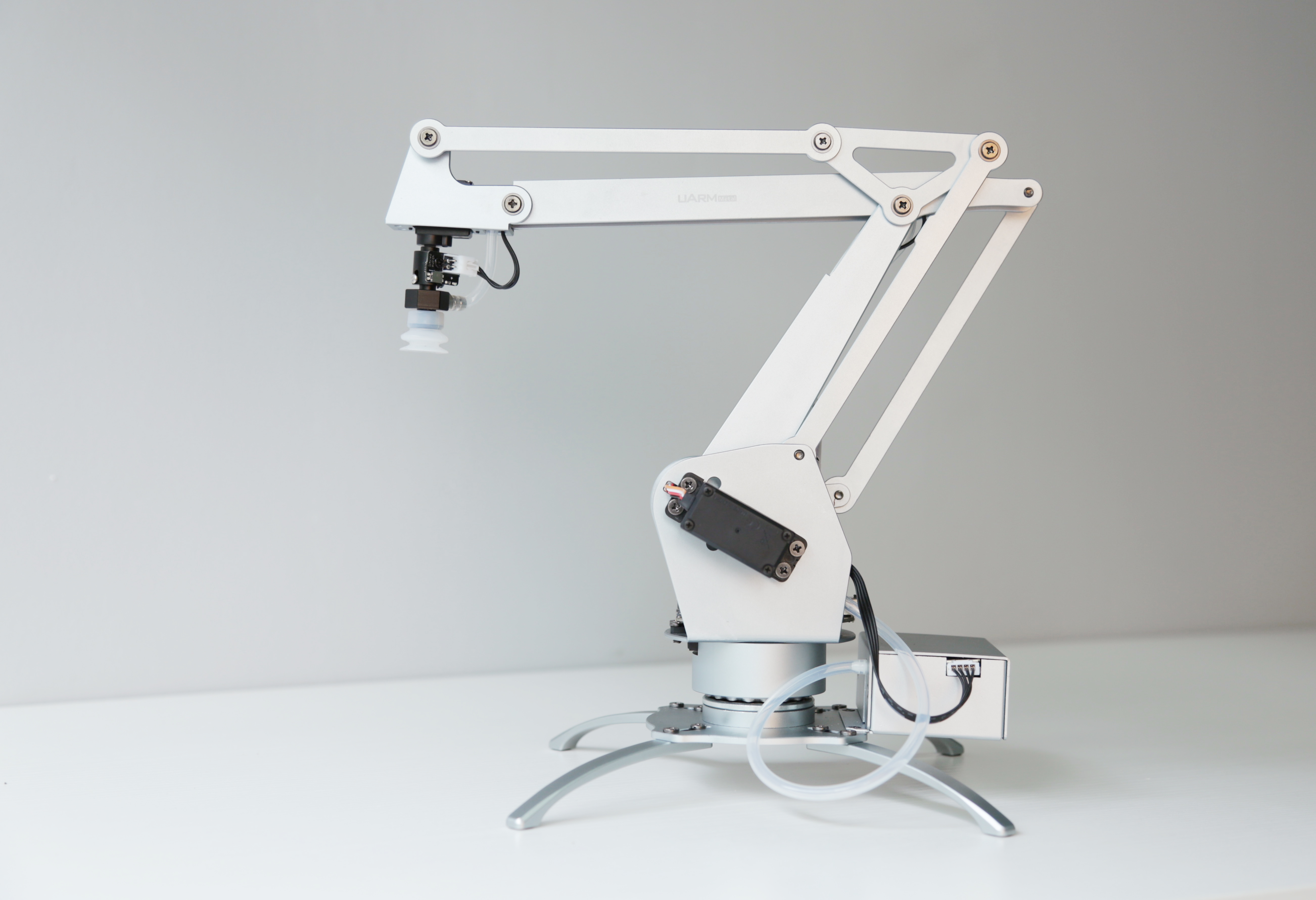
صورة لنموذج ذراع ميكانيكية تقوم بوظائف مشابهة لذراع الإنسان

الذراع الآلية هي نوع من ذراع ميكانيكية، عادة مبرمجة، مع وظائف مشابهة لذراع الإنسان. قد تكون الذراع مجموع آلية أو جزأ من إنسالة أكثر تعقيدا. يتم توصيل وصلات لهذه المناوِرات بواسطة مفاصل، سامحة بالحركة الدورانية (مثل الروبوت المفصلي) أو إزاحة. يمكن الأخذ بعين الاعتبار روابط المناور لتشكيل سلسلة حركية. تسمى نهاية السلسلة الحركية للمناورالنهاية العاملة، وهي شبيهة بيد الإنسان.